# Julius Galliner
Julius Galliner (geboren am 3. Februar 1872 in Zinten; gestorben am 7. September 1949 in New York City) war ein deutscher Rabbiner.
Seine Eltern waren der Lehrer und Kantor Jonas Galliner und Lina Galliner, geb. Pianikowski. Neben seinen älteren Geschwistern Max und Dorothea hatte er noch fünf Brüder, darunter Siegfried, Arthur und Emil (1881–1960), der 1909 in Finsterwalde ein großes Damenmodegeschäft errichtete. 
Als Elfjähriger besuchte Julius das Gymnasium in Königsberg, dann das jüdische Lehrerseminar des Michael Holzmann in Berlin. 1893 bestand er dort die Erste Lehrerprüfung. Von 1893 bis 1897 war er Religionslehrer an der Volksschule und Kantor in Schwerin, wo er von Rabbi Gabriel Fabian Feilchenfeld unterstützt wurde. 
Zurück in Berlin, besuchte er die Hochschule für die Wissenschaft des Judentums und die Universität Berlin. 1897 erhielt er seinen Doktortitel. In Charlottenburg arbeitete er als Religionslehrer, Leiter der Religionsschule und Rabbiner in der Synagoge Fasanenstraße und Synagoge Prinzregentenstraße. 
1903 hatte er Elisabeth Zerline Kristeller, die Tochter von Benjamin (Benno) and Clara Kristeller, geheiratet; mit ihr hatte er zwei Kinder. Im März 1939 emigrierte er über England nach New York City zu seinem Sohn Helmut.